# Podranea ricasoliana
Podranea ricasoliana (Tanf.) Sprague comúnmente conocida como bignonia rosa, arbusto de Pandora, trompetas, es una enredadera, de la familia de las bignoniáceas.
Su origen es de Sudáfrica. Es una enredadera de tallos leñosos y volubles, sin zarcillos. Es vigorosa y de rápido crecimiento. Posee hojas pinnadas, con 5-9(-11) folíolos lanceolado-ovados a anchamente oblongo-elípticos, de 2-7 x 1-3 cm o algo mayores en los brotes nuevos; son de color verde oscuro, con el margen algo dentado, base cuneada, a menudo algo asimétrica, y el ápice de corta a largamente acuminado. Peciolulo de 0,8-1 cm de largo.

## Sistemática
En Malaui, Mozambique y Zimbabue, otra especie muy similar Podranea brycei; y, algunos botánicos los consideran no independientes, sino como especies comunes.